# Lasioglossum collegum
Lasioglossum collegum är en biart som först beskrevs av Cameron 1905.  Lasioglossum collegum ingår i släktet smalbin, och familjen vägbin. Inga underarter finns listade i Catalogue of Life.